# Коцюбинці (зупинний пункт)
Коцю́бинці — пасажирський залізничний зупинний пункт Тернопільської дирекції залізничних перевезень Львівської залізниці на неелектрифікованій лінії Копичинці — Гусятин між станціями Гусятин (17 км) та Копичинці (4 км). Розташований в однойменному селі Чортківського району Тернопільської області.

## Пасажирське сполучення
Наразі приміське сполучення припинено. Восени 2019 року дизель-поїзд сполученням Тернопіль — Гусятин — Тернопіль був скасований.
Влітку 2020 року лінія прийняла останній вантажний поїзд з боку станції Копичинці, а з 16 жовтня 2020 року припинено рух поїздів на ділянці Копичинці — Гусятин. Керівниками регіональної філії «Львівська залізниця» до цього часу жодних дій щодо відновлення руху не здійснено.